# Mihályi Gábor (koreográfus)
Mihályi Gábor (Jászberény, 1958. október 14. –) Kossuth- és Harangozó Gyula-díjas magyar táncművész, koreográfus, érdemes és kiváló művész, a Halhatatlanok Társulatának örökös tagja.

## Élete
1958-ban született Jászberényben. 1982-től az Állami Népi Együttes tagja, 1982-1995 között szólistája. 1995-1997 között megbízott művészeti vezetője. 1998-2001 között karigazgató, 2002-2006 között művészeti vezető. 2016-tól együttesvezető.
1992-ben szerezte első diplomáját a Magyar Táncművészeti Főiskola néptánc-pedagógus szakán, majd 2007-ben ugyanott koreográfusként diplomázott.

## Koreográfusi és rendezői munkái

### MÁNE
- 1995  Régen volt, soká lesz – Elment a madárka
- 1996  Virágozzál cédrusfa levelen
- 1998  Hármas tánctükör
- Ütik a rézdobot
- 2000 Táncos magyarok
- Naplegenda
- 2001 Örmény legenda
- 2003 Szerelemtánc
- Veszett világ
- Verbunkos
- 2004  Földön apám fia volnék
- 2005  Pannon freskó
- 2006  Bartók-trilógia I. rész: Kincses Felvidék
- Magyar Concerto Hommage a Bartók Béla
- 2008 Bartók-trilógia II. rész: Labirintus
- 2009 Édeskeserű
- 2010 Magyar rapszódia
- Álomidő
- 2012  Hajnali Hold
- 2013  Szarvasének
- Magyar rapszódia – Amerika
- 2017 Tánckánon - Hommage á Kodály
- 2018 Liszt-mozaikok
- 2018 Csodaváró Betlehemes
- 2020 Kolozsvári piactéren
- 2021 Idesereglik, ami tovatűnt - Óda az énekes madárhoz
- 2022 Kivirágzott keresztfája
- 2022 Ünnep

### Duna Művészegyüttes
- 2002 A szabadsághős, Kossuth Lajos üzenete
- 2005 Nomád szenvedély – Kígyóballada
- 2006 Profana – Bartók-hidak
- 2007 Tavaszi szél
- 2008 Aranyág
- 2009  Örökkön örökké
- 2011 Feketetó
- 2013 Magyar Anzix

### Szolnoki Tisza Táncegyüttes
- 1993 Ideje van…
- 1994 Töredék
- 1995 Menjünk guzsalyasba
- 1996 Doina c koreográfia
- 1997 Valamikor, valahol
- 1998 Vágják az erdei utat

### Duna Karneválok
- 1997 Vigasság
- 1998 Parazsak és lángok
- 1999 Ezredűző
- 2000 A század bálja
- 2001 Ezred-nyitó-tánc
- 2003 Hagyományok bálja
- 2004 Rege
- 2005 Európai Tánc Karaván
- 2006 Táncos magyarok
- 2008 Európai Tánc Karaván
- 2010 Duna Karnevál Gála
- 2011 Duna Karnevál Gála
- 2012 Táncház

### Egyéb
- 2000 Millenniumi Sokadalom: Harangok kondulnak – koreográfus
- 2004 EU csatlakozási Gálaműsor – rendező-koreográfus
- 2008 Örömtánc televíziós táncvetélkedő – művészeti vezető
- 2012 Vox Hungaricus – Magyar Tánckoncert – rendező-koreográfus
- Fölszállott a páva televíziós tehetségkutató – mester
- 2013  Naphimnusz –Tánckoncert – rendező-koreográfus
- 2016 JÁSZOK -Történelmi dal- és táncjáték - rendező-koreográfus

## Díjai, elismerései
- Harangozó Gyula-díj (1995)
- EuróPAS Magyar Táncdíj (2007)
- Imre Zoltán-díj (2011)
- Magyar Állami Népi Együttes Örökös Tagja (2011)
- Sipos Orbán-díj (2013)
- Érdemes Művész (2014)
- Seregi László-díj (2016)
- Szolnok díszpolgára (2019)
- Kiváló Művész (2020)
- A Halhatatlanok Társulatának örökös tagja (2022)
- Kossuth-díj (2023)